# Kardiolipina

Wzór strukturalny kardiolipiny

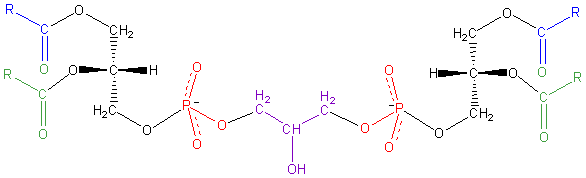
Alternatywny wzór strukturalny kardiolipiny

Kardiolipina (CL, z ang. cardiolipin) – organiczny związek chemiczny z grupy glicerolofosfolipidów (dwufosfatydyloglicerol). Występuje w wewnętrznej błonie mitochondrium obok fosfatydylocholiny i fosfatydyloetanoloaminy, w stosunku odpowiednio 2:3:4. Zmniejsza przepuszczalność tej błony, przyczyniając się do większej wydajności energetycznej oddychania komórkowego. Występuje też w błonach komórkowych niektórych bakterii.
Historycznie po raz pierwszy, na początku lat 40. XX wieku, kardiolipina została wyizolowana z homogenatów serca wołu – stąd pochodzi jej nazwa.
Odgrywa ważną rolę w prawidłowym funkcjonowaniu IV kompleksu łańcucha oddechowego, enzymu oksydazy cytochromu C (COX).

## Znaczenie w medycynie
- zespół Bartha – mutacja w genie tafazyny (enzymopatia mitochondrialna)
- zespół antyfosfolipidowy
- serologiczne odczyny kiłowe